# Jürgen Schultze-Motel
Jürgen Schultze-Motel (1930) es un botánico alemán.

## Algunas publicaciones
- 1962. Literatur über fossile Gymnospermen-Hölzer (1949-1960). 16 pp.
- 1963. Eine teratologische Form von Plantago lanceolata L. 4 pp.
- 1982. Taxonomy and evolution of cultivated plants: literature review 1980-1981. Kulturpflanze ; tomo 30

### Libros
- 1966. Verzeichnis forstlich kultivierter Pflanzenarten. Enumeratio specierum plantarum silviculturae. (Directorio de especies de plantas cultivadas en el sector forestal. Ed. Berlín, Akademie-Verlag. 488 pp.
- 1992. Urania Pflanzenreich: in vier Bänden. Moose, Farne, Nacktsamer, Vol. 1 GroÇe farbige Enzyklopädie. 390 pp. ISBN 3332003674
- 2003. Index of generic names of fossil plants, 1979-2000, Part 106. Fossilium catalogus: Plantae. 218 pp. ISBN 9057821419

- La abreviatura «J.Schultze-Motel» se emplea para indicar a Jürgen Schultze-Motel como autoridad en la descripción y clasificación científica de los vegetales.[1]